# Spuk Geschichten
Spuk Geschichten war eine Comicserie, die von Juli 1978 bis April 1995 als Großband im Bastei-Verlag erschien. Aufgrund des großen Erfolges der Gespenster Geschichten veröffentlichte der Bastei Verlag mit den Spuk Geschichten seine zweite Gruselserie. 1995 wurde die Serie nach 492 Ausgaben eingestellt.
In jedem Heft wurden eine Geschichte mit Arsat, Der Magier von Venedig auf etwa 15 Seiten und zwei bis drei weitere Kurzgeschichten mit bis zu acht Seiten Umfang veröffentlicht.
Ein erster Nachdruck erfolgte von 1991 bis 1994 unter dem Titel Spuk Geschichten Sonderband im Taschenbuchformat mit insgesamt elf Bänden. Ein weiterer Nachdruck der Geschichten erfolge von 2001 bis 2002 unter dem Titel Arsat, der Dämonen Jäger in zwölf Großbänden.
1989 wurden zwei Hörspiele, Die Entführung und Das Totenschiff, mit einem Begleitheft veröffentlicht.